# 손지민
손지민(孫智敏, 1986년 ~ )은 대한민국의 KBS 대구방송총국 소속의 아나운서이다.

## 학력
- 연세대학교 영어영문학과

## 경력
- 2010년 : KBS 영남권 아나운서 (KBS 부산방송총국 지역근무)

## 텔레비전
- 신나는 날 즐거운 날 부산KBS
- 라이브 오늘
- KBS 뉴스 9
- KBS 뉴스광장 대구경북
- 아침마당 대구 매주금요일 오전 8시 25분 진행

## 라디오
- 생생매거진 동해안 오늘(포항방송국시절)
- 아침의 광장